# Rodrigo Battaglia
Rodrigo Andrés Battaglia (ur. 12 lipca 1991 w Morón) – argentyński piłkarz pochodzenia włoskiego występujący na pozycji defensywnego pomocnika lub środkowego obrońcy, reprezentant Argentyny, od 2023 roku zawodnik brazylijskiego Atlético Mineiro.